# چرندو
چرندو، روستایی قدیمی از توابع بخش مرکزی شهرستان سنندج در استان کردستان ایران است. روستای چرنو یکی از روستاهای بخش مرکزی سنندج در استان کردستان و مربوط به دهستان روستای سراب قامیش است که این روستا در فاصله ۲۰ کیلومتری شهر سنندج و در مسیر جاده آسفالته دیواندره واقع شده است. چرنو، به معنای چراگاه می باشد و روستای چرنو دارای کوه و مراتع زیاد است و محل چرای دام می باشد و به همین دلیل به چرنو یعنی محل چرای دام نامگذاری شده است. روستای چرنو دارای امکانات آب آشامیدنی، برق، تلفن، گاز و مدرسه ابتدای و طرح هادی است. این روستا دارای یک مسجد است که این مسجد در سال ۱۳۴۲ ساخته شده و در سال ۱۳۸۸ با همت و مساعدت مردم روستا و خیرین کاملا تخریب و بازسازی گردید. این روستا دارای یک مدرسه ابتدایی ۵ کلاسه و در حدود ۲۲ دانش آموز است. شغل مردم روستای چرنو، کشاورزی و دامداری است و از لحاظ کشاورزی دارای محصولات گندم، جو، نخود و اکثرا به صورت دیم می باشد. کوههای معروف روستای چرنو عبارتند از: سخناخ – مره شان و روستاهای اطراف چرنو عبارتند از : ماموخ سفلی – باینچوک – کچک چرمگ – سراب قامیش – چل گزی و تازه آباد در سال ۱۳۸۷ به بعد تاکنون، طرح های مختلفی به مرحله اجرا درآمد که این طرحها نقش بسزایی در پیشرفت روستا داشته است که این طرح ها به شرح ذیل می باشد: ۱- اجرای فاضلاب کشی روستا ۲- احداث پارک کودک ۳- احداث و بازسازی تعداد ۲ دهنه چشمه موجود در داخل روستا ۴- احداث جایگاه زباله و احداث پل روستای چرنو، یکی از روستاهای بسیار قدیمی است که حدود چند زیارتگاه در اطراف روستا نشان بر آن دارد که این روستا دارای قدمتی حدود ۷۰۰ سال است

## جمعیت
این روستا در دهستان سراب قامیش قرار دارد و براساس سرشماری مرکز آمار ایران در سال 1395، جمعیت آن 401 نفر (110خانوار) بوده‌است.